# Erik-Jan Zürcher
Erik Jan Zürcher (Leiden, 15 maart 1953) is een Nederlandse taalkundige en emeritus hoogleraar Turkse talen en culturen aan de Universiteit Leiden.
Zürcher studeerde Arabisch, Turks en Perzisch en heeft daarna Turks en Perzisch gedoceerd aan de Katholieke Universiteit Nijmegen, thans Radboud Universiteit. In 1984 promoveerde hij op het proefschrift The Unionist Factor. The Role of the Committee of Union and Progress in the Turkish National Movement (1905-1926).
Hij schreef Turkey. A Modern History dat door hemzelf in het Nederlands is vertaald als Een geschiedenis van het moderne Turkije. Van dit boek zijn vertalingen in het Turks (Modernleşen Türkiye'nin Tarihi), Grieks, Hebreeuws, Arabisch, Italiaans en Indonesisch verschenen. De Turkse vertaling is inmiddels aan zijn dertigste druk toe. In 2003 verscheen een nieuwe versie van dit standaardwerk in het Engels, uitgebreid met de meest recente ontwikkelingen in Turkije.
In juni 2005 ontving Zürcher uit handen van de Turkse ambassadeur Tacan Ildem de Medal of High Distinction, een hoge Turkse onderscheiding. Hij kreeg die als blijk van waardering voor zijn wetenschappelijke publicaties over de Turkse geschiedenis. In de bijgevoegde oorkonde van de toenmalige Turkse minister van buitenlandse zaken Abdullah Gül werd hij er met name om geprezen dat hij door het bestrijden van 'misvattingen' en 'vooroordelen' met betrekking tot Turkije een eventuele toetreding van dat land tot de Europese Unie dichterbij heeft gebracht. In mei 2016 besloot hij de onderscheiding terug te geven. In een opiniestuk in NRC Handelsblad gaf hij aan daarmee afstand te nemen van zijn eerdere opvatting dat Turkije lid zou kunnen worden van de Europese Unie. Het beleid van de Turkse regering heeft hem van mening doen veranderen.
Van april 2008 tot november 2012 was hij directeur van het Internationaal Instituut voor Sociale Geschiedenis (IISG) te Amsterdam. Als Turkije-deskundige is hij vaak te gast in televisie- en radioprogramma's. Op 25 augustus 2018 kreeg hij door de loco-burgemeester van Leiden een koninklijke onderscheiding uitgereikt. Hij werd geridderd in de Orde van de Nederlandse Leeuw.
Hij is de zoon van Erik Zürcher, oud-hoogleraar in de geschiedenis van Oost-Azië aan de Rijksuniversiteit Leiden.